# ماريون إي. هاي
ماريون إي. هاي (بالإنجليزية: Marion E. Hay) هو سياسي أمريكي، ولد في 9 ديسمبر 1865 في مقاطعة آدامز في الولايات المتحدة، وتوفي في 21 نوفمبر 1933 في سبوكين في الولايات المتحدة. نشط حزبياً في الحزب الجمهوري. وقد انتخب حاكم واشنطن ‏ (28 مارس 1909 – 11 يناير 1913).